# Caso 63
Caso 63 es una audioserie chilena protagonizada por Néstor Cantillana y Antonia Zegers y escrita por Julio Rojas. Producida por Emisor Podcasting de RDF Media y distribuida por Spotify como serie original en formato podcast, fue lanzada el 12 de noviembre de 2020. La producción ejecutiva fue de Gabriel Polgati y el diseño sonoro de la serie fue realizado por Francisco Tapia Robles. La música original fue de Mowat.
La primera temporada cuenta con 10 episodios de poco menos de 15 minutos cada uno. Mientras que la segunda, estrenada el 11 de noviembre de 2021, cuenta también con 10 episodios e incorpora a Álvaro Espinoza y Teresita Commentz, entre otros actores. La tercera temporada, estrenada el 18 de octubre de 2022, asimismo cuenta con 10 episodios.
El 17 de octubre de 2023, se estrenó un spin-off de la historia titulado "Enigma", en forma de una nueva temporada que cuenta con 10 episodios. Fue protagonizada por los actores mexicanos Ana Valeria y Diego Klein.

## Sinopsis
Año 2022. La psiquiatra Elisa Aldunate (Antonia Zegers) graba sesiones del enigmático paciente Pedro Reuter (Néstor Cantillana), registrado como Caso 63, quien asegura ser un viajero en el tiempo. Lo que comienza como rutinarias sesiones terapéuticas, se transforma rápidamente en un relato que amenaza las fronteras de lo posible y de lo real. Una historia que se mueve libremente entre el futuro y el pasado de los dos personajes que quizás, tienen en sus manos el futuro de la humanidad.

## Producción
La serie fue creada y escrita por Julio Rojas y producida por Emisor Podcasting (propiedad de RDF Media) durante el año 2020, en pleno confinamiento por la pandemia de COVID-19, por lo que tuvo que ser grabada de manera remota, con los actores conectados mediante sus cámaras vía en línea y grabando cada uno su pista de audio por separado. Emisor Podcast estaba en proceso de búsqueda de una serie para presentar a Spotify cuando Rojas presentó el proyecto. 
Su inspiración fue una vivencia personal: "Hacía turnos de urgencia y una noche llegó un tipo desnudo al servicio de urgencias diciendo que venía el fin del mundo. Venía teniendo un brote psicótico, pero su discurso era muy coherente." Después de leer el primer episodio piloto quedaron atrapados con la historia y no propusieron cambios. Caso 63 es la primera serie original de Spotify producida en Chile. 
Javier Piñol, director de Spotify Studios para Latinoamérica y US LatinX dijo sobre la serie: "Hemos lanzado más de 80 podcasts en lo que va de 2020 y ahora llegamos a Chile con esta mega producción. Seguiremos expandiendo nuestro catálogo de contenidos con la más alta calidad y programación diferenciada para todo tipo de público. Pensamos que las historias pueden ir mucho más allá de las imágenes físicas y transformarse en representaciones mentales que desarrollen la imaginación de la audiencia. El rostro de los protagonistas lo crea cada oyente con base en su percepción, los escenarios son distintos para cada persona y esa es la magia que estamos creando con esta audio serie." 
La banda sonora de la serie fue producida por el músico chileno Mowat.

## Lista de episodios
| Temporada | Temporada | Episodios | Episodios | Lanzamiento original    | Lanzamiento original    |
| --------- | --------- | --------- | --------- | ----------------------- | ----------------------- |
|           | 1         | 10        | 10        | 12 de noviembre de 2020 | 12 de noviembre de 2020 |
|           | 2         | 10        | 10        | 11 de noviembre de 2021 | 11 de noviembre de 2021 |
|           | 3         | 10        | 10        | 18 de octubre de 2022   | 18 de octubre de 2022   |
|           | Enigma    | 10        | 10        | 17 de octubre de 2023   | 17 de octubre de 2023   |

### Temporada 1
La primera temporada cuenta con 10 episodios que salieron al aire al mismo tiempo el 12 de noviembre del 2020.
| N.º en serie | N.º en temp. | Título                         |                                            | Duración | Fecha de emisión original |
| --- | ------------ | ------------------------------ | ------------------------------------------ | -------- | ------------------------- |
| 1 | 1            | «La Historia con la que crecí» | —                                          | 14:37    | 12 de noviembre de 2020   |
| Primera sesión. La Dra. Aldunate comienza a tratar a un misterioso paciente que supuestamente es un viajero en el tiempo. En solo unos minutos, estarás seguro de que tu desafío más difícil no será convencerte de que no eres del futuro. |              |                                |                                            |          |                           |
| 2 | 2            | «DeLorean»                     | —                                          | 15:21    | 12 de noviembre de 2020   |
| Segunda sesión. Además de describir su forma para viajar en el tiempo, el Caso 63 profundiza en el objetivo de su misión: salvar el mundo. Pero, ¿de qué, o de quién?                                                                       |              |                                |                                            |          |                           |
| 3 | 3            | «Pegaso»                       | —                                          | 14:19    | 12 de noviembre de 2020   |
| Tercera sesión. Un virus mortal, el paciente cero y un sombrío retrato de un futuro que debe evitarse a toda costa. |              |                                |                                            |          |                           |
| 4 | 4            | «Efecto Garnier Malet»         | —                                          | 13:08    | 12 de noviembre de 2020   |
| Cuarta sesión. La Dra. Aldunate descubrió que, de hecho, ella era una parte importante del plan del Caso 63 para salvar el mundo. Pero, ¿cómo podemos confiar en un futuro en el que tú no crees?                                           |              |                                |                                            |          |                           |
| 5 | 5            | «Sopa de Letras»               | —                                          | 11:57    | 12 de noviembre de 2020   |
| Quinta sesión. La realidad comienza a desvanecerse en los delirios del Caso 63. La certeza científica de la Dra. Aldunate no parece ser suficiente. Comienza a sospechar. o creer.                                                          |              |                                |                                            |          |                           |
| 6 | 6            | «Examen de Historia»           | Dr. Ernesto Silva                          | 14:13    | 12 de noviembre de 2020   |
| Sexta sesión. La prueba del polígrafo. Una verdad líquida. ¿Por qué lo imposible es imposible? Entre dos opciones, algunas veces hay una tercera posibilidad.                                                                               |              |                                |                                            |          |                           |
| 7 | 7            | «Jemmy Button»                 | Dr. Andrés Gómez                           | 12:50    | 12 de noviembre de 2020   |
| Séptima sesión. La Dra. Aldunate toma la decisión de dejar el caso... el Caso 63. Es un tema profesional: la delgada línea que separa lo real e irreal prácticamente se ha esfumado.                                                        |              |                                |                                            |          |                           |
| 8 | 8            | «Gaspar Marín»                 | Dr. Aldo Rizzolatti                        | 11:13    | 12 de noviembre de 2020   |
| Octava sesión. Un giro inesperado. El caso 63 es aparentemente un fraude. Y ahora se escapó. La Dra. Aldunate se desmorona. Hay momentos en que la ficción intenta trascender la realidad.                                                  |              |                                |                                            |          |                           |
| 9 | 9            | «Entrelazamientor»             | —                                          | 15:23    | 12 de noviembre de 2020   |
| Sesión Extraordinaria. Líneas temporales que se cruzan. La Dra. Aldunate se rinde -quizás por esa razón- a un plan que la ciencia no puede confirmar. El caso 63 resurgió y para dejar un último registro.                                  |              |                                |                                            |          |                           |
| 10 | 10           | «Paciente Cero»                | Subcomisario Ernesto Ardiles; María Beitía | 19:05    | 12 de noviembre de 2020   |
| Sesión final. En un aeropuerto, el encuentro de todas las posibilidades y todos los universos posibles. La Dra. Aldunate ya no es más quien solía ser; ahora decide creer. Pero, ¿qué sucede cuando el futuro no es inminente?              |              |                                |                                            |          |                           |

### Temporada 2
La segunda temporada cuenta con 10 episodios que salieron al aire al mismo tiempo el 11 de noviembre del 2021.
| N.º en serie | N.º en temp. | Título                           |   | Duración | Fecha de emisión original |
| --- | ------------ | -------------------------------- | - | -------- | ------------------------- |
| 11 | 1            | «Vortex Perdido»                 | — | 19:09    | 11 de noviembre de 2021   |
| Luego de ser encontrada en el baño del aeropuerto, la Dra. Aldunate es recluida en un hospital de mediana estadía. Un inesperado psiquiatra será su principal ayuda para reconstruir el mapa de quien es ella, y de cual es su lugar y rol en este nuevo universo.                                                                            |              |                                  |   |          |                           |
| 12 | 2            | «La Vida Copia al Cine.»         | — | 18:47    | 11 de noviembre de 2021   |
| Gaspar Marín, el verdadero, reaparece en esta línea impensada. Esta vez no será un simple extra. La Dra. Aldunate intenta recomponer su memoria en medio de verdades falsas y películas de ciencia ficción. |              |                                  |   |          |                           |
| 13 | 3            | «Olvida Todo lo que Crees.»      | — | 15:07    | 11 de noviembre de 2021   |
| La Dra. Aldunate es dada de alta. Algo parecido a la sensación de realidad comienza a hacerle sentido, pero no será sencillo. Luego de un beep, un mensaje clave llegará desde el futuro. |              |                                  |   |          |                           |
| 14 | 4            | «Tanto Tiempo, Beatriz.»         | — | 14:15    | 11 de noviembre de 2021   |
| Una voz que traspasa todas las fronteras imaginables aterriza en los oídos de la Dra. Aldunate. La verdad se revela. Y una misión acaso imposible vuelve a surgir desde las cenizas del futuro. |              |                                  |   |          |                           |
| 15 | 5            | «El Buen Doctor.»                | — | 18:02    | 11 de noviembre de 2021   |
| Un nuevo giro de los acontecimientos. La paciente ya no es paciente, y el Dr. Correa tiene respuesta ante preguntas que, extrañamente, no le han sido expuestas. Ambos advierten una conexión inusual. ¿Puede existir más de un entrelazamiento?                                                                                              |              |                                  |   |          |                           |
| 16 | 6            | «Cómo Es el Futuro.»             | — | 16:34    | 11 de noviembre de 2021   |
| La misión llega a un punto crucial. La Dra. Aldunate hace contacto con aquella persona que une el presente y el pasado y el futuro... al mismo tiempo. ¿Pero que sucede cuando un imprevisto pone en riesgo el plan elaborado por décadas en el futuro?                                                                                       |              |                                  |   |          |                           |
| 17 | 7            | «Qué Harías por Amor.»           | — | 16:46    | 11 de noviembre de 2021   |
| La Dra. Aldunate y el Dr. Vicente Correa recrean una escena del futuro o, tal vez, la anuncian. El relato de sueños recurrentes y entidades infinitas terminan por descubrir el real origen y el verdadero propósito de los objetivos de Pedro Roiter.                                                                                        |              |                                  |   |          |                           |
| 18 | 8            | «Un Ángel Destructor de Mundos.» | — | 16:53    | 11 de noviembre de 2021   |
| El mismo jardín secreto, la misma hora mágica, y los mismos colores y campanas al mediodía. Sin embargo, un encuentro improbable, una conversación que intenta explicar una vida, y la consecuencia de una determinación que será absoluta.                                                                                                   |              |                                  |   |          |                           |
| 19 | 9            | «Vuelo Recuperado.»              | — | 18:14    | 11 de noviembre de 2021   |
| La verdad acerca de Beatriz, Vicente y Pedro, todos reunidos en torno al sueño más importante en la historia de la humanidad. Nuevamente un aeropuerto como el escenario de un final que muchas veces es también un inicio. La misión ya no puede dar marcha atrás.                                                                           |              |                                  |   |          |                           |
| 20 | 10           | «El Gran Dibujo.»                | — | 13:41    | 11 de noviembre de 2021   |
| Beatriz ante el universo. Beatriz queriendo crecer. Beatriz frente a un vortex que se ramifica en diferentes posibilidades y futuros. Y el miedo que se convierta en valor, y el valor que se convierte en amor, y el amor que se transforma en una emoción nueva al interior de una mujer que quizás está a punto de convertirse en leyenda. |              |                                  |   |          |                           |

### Temporada 3
La tercera temporada cuenta con 10 episodios que salieron al aire al mismo tiempo el 18 de octubre del 2022.
| N.º en serie | N.º en temp. | Título                                    |   | Duración | Fecha de emisión original |
| --- | ------------ | ----------------------------------------- | - | -------- | ------------------------- |
| 21 | 1            | «Nunca es sólo ficción.»                  | — | 16:20    | 18 de octubre de 2022     |
| El escritor Antonio Carrión dicta una conferencia sobre un enigmático libro. Desde el público, una mujer lo contacta y le revela que lo que escribió quizás no sea parte de un proceso creativo. Ella tiene una grabación que puede remover la estructura misma del tiempo y las causalidades. |              |                                           |   |          |                           |
| 22 | 2            | «El derrumbe.»                            | — | 20:05    | 18 de octubre de 2022     |
| Una antigua sesión psiquiátrica entre María Beitia y Beatriz Aldunate, se convierte en algo demasiado parecido a un borrador del futuro. Una suerte de guion que anticipa una trama compleja que obligará a Antonio Carrión a aceptar, sin siquiera imaginarlo, que él puede ser uno de los personajes principales de su propia novela.                                                                                   |              |                                           |   |          |                           |
| 23 | 3            | «Susurros y siembras.»                    | — | 14:35    | 18 de octubre de 2022     |
| Antonio y Beatriz visitan un antiguo y misterioso edificio en el centro de Roma. Una conversación con una científica les indica que nuevamente la ficción ha modificado la realidad. En ese edificio parece haberse gestado el comienzo del fin, y no ha sido una casualidad. María Beitia y el propio escritor han sido ¿involuntarios? cómplices. El contrarreloj ha comenzado y solo ellos pueden romper el mecanismo. |              |                                           |   |          |                           |
| 24 | 4            | «Ghostwriter.»                            | — | 21:51    | 18 de octubre de 2022     |
| Reaparece el omnipresente Mensajero. Y, como siempre, trae respuestas. En esta línea, Gaspar Marín no solo explicará a Antonio Carrión el origen de Caso 63, y cuál es su papel en los acontecimientos, sino que le revelará quién es él realmente. El síndrome del impostor se derrumba; la realidad se cae a pedazos.                                                                                                   |              |                                           |   |          |                           |
| 25 | 5            | «Folie à Deux.»                           | — | 16:27    | 18 de octubre de 2022     |
| En una habitación de hotel, Beatriz intenta convencer a Vicente de que el límite entre la realidad y la locura se desvanece y puede que todo lo que han experimentado habite solo en sus mentes. Solo hay una forma de saber si lo que experimentan es real, y ése es un acto irreversible y peligroso. |              |                                           |   |          |                           |
| 26 | 6            | «Manden a los Payasos.»                   | — | 22:41    | 18 de octubre de 2022     |
| Otra vez un pedazo del pasado determinando el futuro. Una cinta perdida de Pedro Roiter y la psiquiatra Beatriz Aldunate. Un delirio que explica y da sentido a su viaje, a un tatuaje y a su afición al cine. Una cinta que conecta a Marte con los viajes en el tiempo y la estructura misma de la realidad. Un viaje sin retorno al corazón del mecanismo.                                                             |              |                                           |   |          |                           |
| 27 | 7            | «Prueba de Realidad.»                     | — | 18:16    | 18 de octubre de 2022     |
| Vicente y Beatriz intentan comprobar que no están en un sueño. El resultado de las pruebas de realidad es concluyente. ¿Cuántas veces han estado en esa habitación? ¿Conseguirán esta vez tener éxito en un bucle que siempre fracasa? ¿Este es el comienzo o el fin de una historia de amor que se abre paso línea tras línea?.                                                                                          |              |                                           |   |          |                           |
| 28 | 8            | «Algunas Razones para Destruir el Mundo.» | — | 18:28    | 18 de octubre de 2022     |
| María Beitia es contactada en el aeropuerto. Sólo minutos la separan de abordar el emblemático vuelo a Madrid. Su plan sigue en marcha. Vicente y Beatriz se debaten en una duda existencial: María tiene buenas razones para hacer lo que pretende hacer, y ellos tienen buenas razones para detenerla. A veces el remedio no solo cura la enfermedad, sino que reinicia el universo.                                    |              |                                           |   |          |                           |
| 29 | 9            | «El Gran Vortex I.»                       | — | 16:50    | 18 de octubre de 2022     |
| El inicio del final. Todos los acontecimientos alguna vez descritos se precipitan. Un aeropuerto, María, Pegaso, y un plan para salvar a la humanidad. El tiempo está por alcanzar el punto de no retorno y un gran vórtex comienza a abrirse. Quizás la respuesta al fin del mundo está más cerca que lo que Vicente y Beatriz piensan. Pero a veces no hay que pensar: sólo debes creer.                                |              |                                           |   |          |                           |
| 30 | 10           | «El Gran Vortex II.»                      | — | 13:47    | 18 de octubre de 2022     |
| El inicio del final. Todos los acontecimientos alguna vez descritos se precipitan. Un aeropuerto, María, Pegaso, y un plan para salvar a la humanidad. El tiempo está por alcanzar el punto de no retorno y un gran vórtex comienza a abrirse. Quizás la respuesta al fin del mundo está más cerca que lo que Vicente y Beatriz piensan. Pero a veces no hay que pensar: sólo debes creer.                                |              |                                           |   |          |                           |

### Enigma
Enigma cuenta con 10 episodios que salieron al aire al mismo tiempo el 17 de octubre del 2023.
| N.º en serie | N.º en temp. | Título                        |   | Duración | Fecha de emisión original |
| ------------ | ------------ | ----------------------------- | - | -------- | ------------------------- |
| 31           | 1            | «Nuevo Cicada»                | — | 17:16    | 17 de octubre de 2023     |
| 32           | 2            | «Johanna Flores»              | — | 20:02    | 17 de octubre de 2023     |
| 33           | 3            | «Mi Amigo Gaspar»             | — | 14:45    | 17 de octubre de 2023     |
| 34           | 4            | «Miranda»                     | — | 19:27    | 17 de octubre de 2023     |
| 35           | 5            | «Joystick Perdido»            | — | 19:58    | 17 de octubre de 2023     |
| 36           | 6            | «Heridas de Guerra»           | — | 16:13    | 17 de octubre de 2023     |
| 37           | 7            | «Un Gorro en Roma»            | — | 21:34    | 17 de octubre de 2023     |
| 38           | 8            | «Líneas y Vórtex»             | — | 19:41    | 17 de octubre de 2023     |
| 39           | 9            | «¿Quieres cambiar tu pasado?» | — | 24:38    | 17 de octubre de 2023     |
| 40           | 10           | «Enigma 55»                   | — | 34:48    | 17 de octubre de 2023     |

## Reparto
- Néstor Cantillana como Pedro Roiter: El caso 63 en el año 2022, un paciente que afirma venir del futuro.
  - Vicente Correa: Un psiquiatra y una entidad previa de Pedro Roitier en el año 2012, padre de María Beitía.
  - Antonio Carrión: Un escritor de ciencia ficción, que publica su libro "Caso 63".
- Antonia Zegers como Elisa Beatriz Aldunate: Una psiquiatra en el año 2022 que trata al Caso 63. También utiliza el pseudónimo de Emilia Saenz en el año 2012.
  - Macarena Teke como Elisa Aldunate, una joven Beatriz en el año 2012.
  - Luz Jiménez como Beatriz Aldunate, una versión de Beatriz del año 2062.
- Josefina Fiebelkorn y María José illanes como María Beitía[6]en el año 2022.
  - Teresita Commentz como María Beitía[6]en el año 2012
- Álvaro Espinoza como Gaspar Marín[6]un escritor de ciencia ficción.
- Rodrigo Sepúlveda como Dr. Ernesto Silva[6]
- Luis Gnecco como Dr. Aldo Rizzolatti[6]
- Álvaro Rudolphy como Subcomisario Ernesto Ardiles[6]
- Jorge Arecheta como Dr. Andrés Gómez[6]un Físico que escucha la teoría de la máquina del tiempo.
- Shlomit Baytelman como Leonor Cifuentes,[6] madre de Beatriz.
- Diseño de sonido y posproducción de audio Francisco Tapia Robles.
- Soundtrack Mowat
- Voces extras Grupo María Bonobo y Walter Contreras.

## Versiones internacionales
Caso 63 ha sido adaptada localmente:
| Nombre      | Idioma    | País           | Protagonistas                | Director       | Temporadas                                      |
| ----------- | --------- | -------------- | ---------------------------- | -------------- | ----------------------------------------------- |
| Paciente 63 | portugués | Brasil         | Mel Lisboa y Seu Jorge       | Gustavo Kurlat | 1 (jul de 2021) 2 (feb de 2022) 3 (nov de 2022) |
| Virus 2062  | hindi     | India          | Richa Chadha y Ali Fazal     | Mantra Mugdh   | 1 (sep de 2021) 2 (jul de 2023)                 |
| Case 63     | inglés    | Estados Unidos | Julianne Moore y Oscar Isaac | Mimi O'Donnell | 1 (oct de 2022) 2 (sep de 2023)                 |